# Демірчян Оганес Самвелович
Огане́с Самве́лович Демірчя́н (вірм. Հովհաննես Դեմիրճյան; нар. 15 серпня 1975) — радянський та вірменський футболіст, захисник.

## Клубна кар'єра
Розпочав футбольну кар'єру в 1991 році в клубі «Ширак», який виступав у Другій нижчій лізі СРСР. Зіграв у ній 1 поєдинок. З 1995 по 2000 рік виступав у вищоліговому «Ширакі». У 2000 році переїхав до України, де підписав контракт з алчевською «Сталю». Дебютував у футболці алчевців 11 березня 2001 року в програному (0:3) домашнього поєдинку 14-о туру вищої ліги проти донецького «Металурга». Оганес вийшов на поле в стартовому складі, а на 74-й хвилині його замінив Сергій Полушин. Основним гравцем не став, загалом у другій частині сезону провів 5 поєдинків. З 2001 по 2002 роки виступав у єреванському «Спартаку». З 2003 по 2004 роки захищав кольори «Бананцу», а в 2005 році — «Котайка». З 2007 по 2009 роки виступав у «Шираку».

## Кар'єра в збірній
Дебютував у складі збірної Вірменії 2 вересня 2000 року в нічийному (0:0) поєдинку кваліфікації Чемпіонату світу 2002 року проти Норвегії. У складі збірної Вірменії зіграв 7 матчів.

## Статистика виступів у збірній
| Національна збірна Вірменії | Національна збірна Вірменії | Національна збірна Вірменії |
| Рік                         | Матчі                       | Голи                        |
| --------------------------- | --------------------------- | --------------------------- |
| 2000                        | 1                           | 0                           |
| 2001                        | 6                           | 0                           |
| Загалом                     | 7                           | 0                           |